# Genesee megye (New York)
Genesee megye az Amerikai Egyesült Államokban, azon belül New York államban található. Megyeszékhelye és legnagyobb városa Batavia. Lakosainak száma 58 388 fő (2020. április 1.). Genesee megye Erie, Monroe, Livingston, Wyoming, Orleans és Niagara megyékkel határos.

## Népesség
A megye népességének változása:
| Lakosok száma | 60 040 | 60 037 | 59 896 | 59 454 | 58 937 | 58 388 |
|               | 2010   | 2011   | 2012   | 2013   | 2015   | 2020   |